# San Martín de la Vega del Alberche
San Martín de la Vega del Alberche és un municipi de la província d'Àvila, a la comunitat autònoma de Castella i Lleó.

## Demografia
| 1991 | 1996 | 2001 | 2004 |
| ---- | ---- | ---- | ---- |
| 293  | 324  | 293  | 253  |